# Scylaticus elamiensis
Scylaticus elamiensis là một loài ruồi trong họ Asilidae. Scylaticus elamiensis được Abbassian-Lintzen miêu tả năm 1964. Loài này phân bố ở vùng Cổ Bắc giới và châu Á.